# Поход на Киттанинг
Поход на Киттанинг или Экспедиция в Киттанинг(Kittanning Expedition) или Экспедиция Армстронга (Armstrong Expedition) или сражение при Киттанинге — один из боевых рейдов Франко-Индейской войны, в ходе которой отряд колонистов под командованием подполковника Джона Армстронга разрушил индейское поселение Киттанинг, которое служило основной базой для индейцев, совершавших нападения на американские поселения провинции Пенсильвания. Этот глубокий рейд по враждебной территории стал единственным случаем участия пенсильванских ополченцев в боевых действиях на фронтире в ходе той войны.